# مدیونه (مراکش)
مدیونه (به فرانسوی: Médiouna) یک شهرک در مراکش است که در کازابلانکا سطات واقع شده‌است. مدیونه ۱۴٬۷۱۲ نفر جمعیت دارد و ۱۷۰ متر بالاتر از سطح دریا واقع شده‌است.